# 遠藤たつお
遠藤 たつお（えんどう- 、1952年12月7日 - ）は、日本の俳優。山形県新庄市出身。身長175cm、体重63kg。ケイエムシネマ企画所属。

## 出演

### テレビドラマ

#### NHK
- チェイス〜国税査察官〜（2010年）
- 平清盛（2012年）
- 神様のボート（2013年） - 佐藤先生 役
- 一番電車が走った（2015年） - 清水信介 役
- 風の市兵衛（2018年） - 越山屋 役
- エール (テレビドラマ)（2020年） - 藤堂晴吉 役

#### 日本テレビ
- 恋のから騒ぎ（2007年） - 執事・松浦 役
- 傍聴マニア09〜裁判長!ここは懲役4年でどうすか〜（2009年） - 勝田裁判官 役
- 探偵が早すぎる 第2シリーズ（2022年） - 美津山正太郎 役

#### TBS
- 山田太郎ものがたり（2007年）
- 恋はつづくよどこまでも（2020年） - 上条正志 役
- 持続可能な恋ですか?〜父と娘の結婚行進曲〜（2022年） - 木村卓 役
- 月曜ゴールデン
  - 「世直し公務員 ザ・公証人7」（2008年）
  - 「税務調査官・窓際太郎の事件簿22」（2011年） - 成瀬善之 役

#### フジテレビ
- 美女か野獣（2003年） - 松浦捜査一課長 役
- 今週、妻が浮気します（2007年） - 森下誠一 役
- 鹿男あをによし（2008年）
- 絶対零度〜未解決事件特命捜査〜 第1シリーズ（2010年） - 田口健史 役
- 外交官・黒田康作（2011年） - 白山武徳 役
- スクール!!（2011年） - 校長先生
- CONTROL〜犯罪心理捜査〜（2011年） - 須藤義正 役
- 37歳で医者になった僕〜研修医純情物語〜（2012年） - 荒木隆信 役
- ラストホープ（2013年） - 高野博 役
- ブラック・プレジデント（2014年） - 吉田教授 役
- 嘘の戦争（2017年） - 八巻和夫 役
- 明日の約束（2017年） - 本庄義和 役
- グッド・ドクター（2018年） - 高山誠司の父 役
- 女神の教室（2023年） - 米沢保 役
- 金曜エンタテイメント
  - 「サラリーマン刑事4」（2004年） - 柏木淳一郎 役
- ほんとにあった怖い話
  - 「非常通報」（2022年） ‐ 山内一茂 役
- 春になったら 最終話（2024年3月25日）- 内山紘一 役
- アンメット ある脳外科医の日記 第7話（2024年5月27日、関西テレビ） - 高美武志の師匠 役

#### テレビ朝日
- はぐれ刑事純情派（2002年） - 木之内弁護士 役
- 相棒
  - season1 第11話「右京撃たれる〜特命係15年目の真実」（2005年12月18日） - 山本俊彦 役
  - season1 最終話「午後9時30分の復讐 特命係、最後の事件」（2005年12月25日） - 山本俊彦 役
  - season5 最終話「サザンカの咲く頃」（2007年3月14日） - 宮下浩一郎 役
  - season6 最終話「黙示録」（2008年3月19日） - 緑川達明 役
  - season11 第11話「アリス」（2013年1月1日） - 石川哲雄 役
  - season19 第5話「天上の棲家」（2020年11月11日） ‐ 東郷常務 役
- ホテリアー（2007年） - 宮田会長 役
- サラリーマン金太郎（2008年） - 斉藤忠茂 役
- 女帝 薫子（2010年） - 田代社長 役
- 悪党〜重犯罪捜査班（2011年） - 田丸幸春 役
- 俺の空 刑事編（2011年） - 川原良男 役
- 特命係長 只野仁・ファイナル（2012年） - 堀切勲夫 役
- 13歳のハローワーク (テレビドラマ)（2012年） - 高野清文の父 役
- DOCTORS〜最強の名医〜（2013年） - 榊原晴彦 役
- 都市伝説の女 第2シリーズ（2013年） - 矢島直樹 役
- エイジハラスメント（2015年） - 西条保雄 役
- 警視庁・捜査一課長（2017年） - 三上史郎 役
- ヒモメン（2018年） - 佐竹浩史 役
- 土曜ワイド劇場
  - 「タクシードライバーの推理日誌13」（2000年）
  - 「京都南署鑑識ファイル3」（2006年） - 千頭流庵 役
- 日曜プライム
  - 「庶務行員 多加賀主水が許さない3」（2019年） - 黒川英信 役
- 仮面ライダーゼロワン（2020年） - 審査員

#### テレビ東京
- にぶんのいち夫婦（2021年） - 中山和宏 役
- スナック キズツキ（2021年）

#### MBS
- ビジネス婚 -好きになったら離婚します- 第1話（2024年5月24日） - 堂ノ瀬司の祖父 役[1]

#### WOWOW
- 人間昆虫記（2011年） - 古市社長 役
- 罪人の嘘（2014年） - 大槻清司 役
- メガバンク最終決戦（2016年） - 辻本勇 役

### 映画
- 聖の青春（2016年） - 井守鶏三 役
- 私はいったい、何と闘っているのか（2021年） ‐ 律子の父 役

### その他
- こどもにんぎょう劇場「セロひきのゴーシュ」